# 중동항
중동항(中洞港)은 부산광역시 기장군 기장읍 문중리와 문동리 일원에 위치한 어항이다. 어촌정주어항으로 지정하여 관리하고 있다. 관리청은 기장군수이다.

## 어항 구역
- 수역: 315,301m2
- 육역: 24,720m2